# The Fields of Athenry

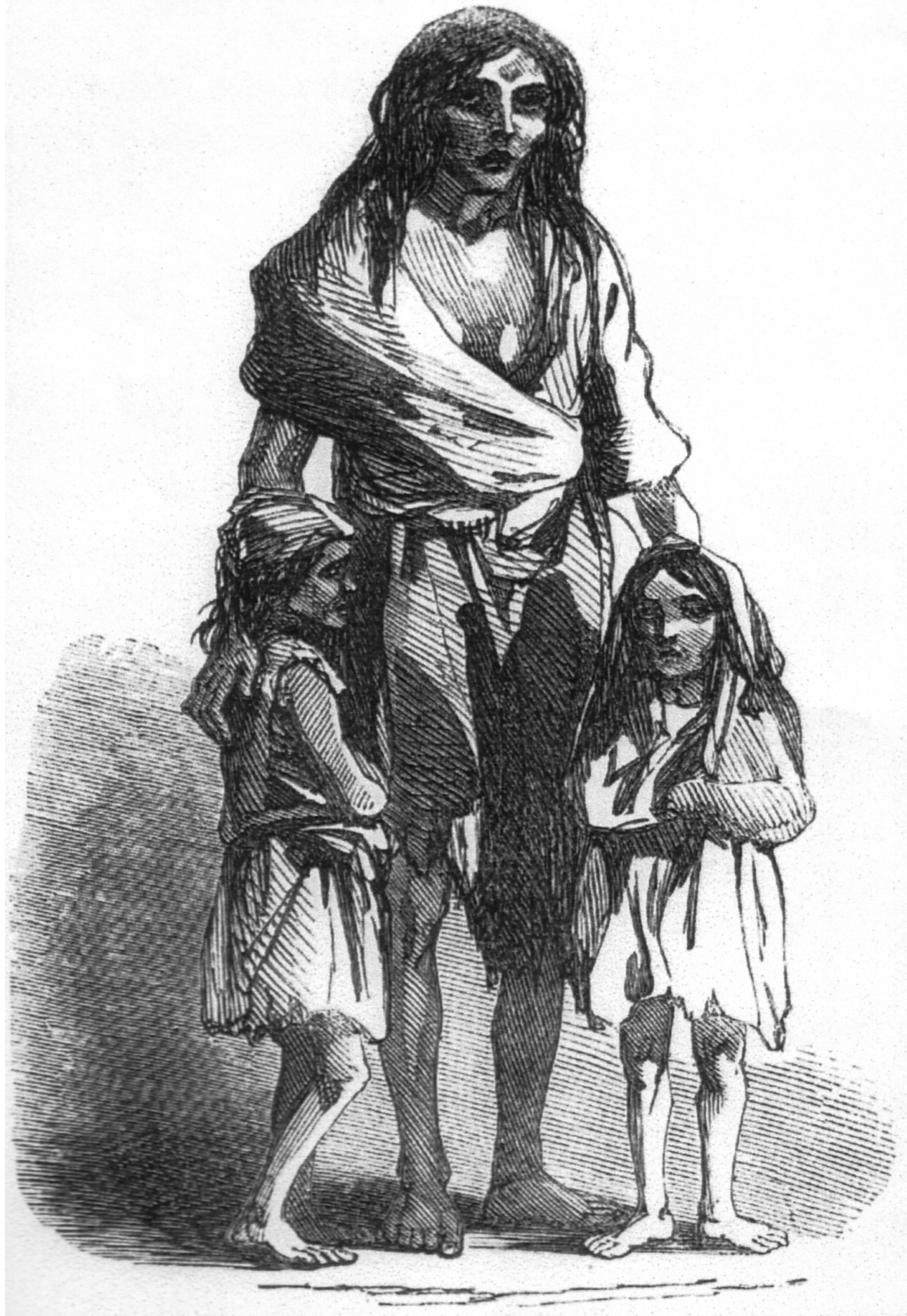
Bridget O'Donnel et ses deux enfantsThe Illustrated London News, 22 décembre 1849.

The Fields of Athenry est une chanson relatant la Grande famine en Irlande, écrite en 1979 par le compositeur Pete St. John d'Inchicore, dans la banlieue de Dublin.

## Contenu
« The Fields of Athenry » est une chanson populaire parlant de la Grande famine en Irlande. Elle raconte l'histoire d'un couple séparé par les événements, en l'inscrivant dans le contexte de cette famine.
La chanson, enregistrée pour la première fois par le chanteur de balades irlandais Danny Doyle, raconte l'histoire fictive d'un Irlandais en prison ayant entendu à travers les murs de sa cellule un autre prisonnier, condamné à la déportation à Botany Bay, en Australie, pour avoir volé de la nourriture afin de nourrir sa famille qui mourait de faim.
C'est aussi l'hymne de l'équipe de rugby du Connacht Rugby que l'on peut entendre reprise par les supporters lors des rencontres internationales.

## Débat sur l'auteur original
Certains affirment que les paroles originales proviennent d'une ballade populaire publiée dans les années 1880 par Devlin à Dublin avec un air différent. Cependant, aucun compositeur ou producteur ne semblait s’appeler "Devlin" dans le Dublin de cette époque, et aucune copie d'une telle chanson ne semble exister. Pete St. John a réagi publiquement en affirmant avoir écrit les paroles ainsi que la musique, ce qui rendrait l'histoire des années 1880 fausse.

## Versions les plus connues
Cette chanson a été enregistrée par beaucoup d'artistes irlandais, dont Paddy Reilly, Frank Patterson, Ronan Tynan, Brush Shiels, James Galway, les Dropkick Murphys, the Dubliners, Gary Og et Charlie and the Bhoys.
La chanson est souvent associée aux équipes de rugby à XV du Comté de Munster, à l'équipe Irlandaise de Londres et à l'équipe de rugby d'Irlande, mais aussi à l'équipe de football du Celtic FC (de Glasgow en Écosse), elle-même souvent associée à l'Irlande. Les loyalistes ont adapté la chanson en remplaçant le vers principal par « Low lie the fields of Ballynafeigh ». « The Fields of Anfield Road » est chantée par les supporters du Liverpool FC sur la même musique, mais avec des paroles adaptées à leur propre histoire et à leur stade. Les fans du Rangers FC chantent « A Father's Advice » sur les mêmes notes mais elle represente une version sectaire et offensante vis-à-vis de la diaspora irlandaise.
Il existe même une version reggae de la chanson qui a été enregistrée par le Century Steel Band au début des années 1990. Les Dropkick Murphys, issus de la scène punk rock de Boston, ont enregistré une version punk-rock de la chanson sur leur album Blackout sorti en 2003, mais aussi une version plus douce enregistrée spécialement pour la famille du Sergent Andrew Farrar, un Marine américain tué en Irak. Blaggards a fait un medley de cette chanson et de celle de Johnny Cash, intitulée Folsom Prison Blues, l'appelant Prison Love Songs. Neck, un groupe de Londres dont les membres sont d'origine irlandaise, ont enregistré une version « ceilidh-psychotique » de la chanson. D'autres versions punk ont été enregistrées par des groupes parmi lesquels No Use for a Name, The Tossers, Broken O'Briens et Les Booze Brothers et plus récemment les Sons Of O'Flaherty.
La chanson fait partie de la bande originale du film Veronica Guerin. La chanson y est interprétée par Brian O'Donnell, un chanteur de rue alors âgé de 11 ans (la chanson est appelée Bad News sur la bande originale). Elle est aussi chantée a cappella par une actrice dans le film controversé Priest (1994).

## Paroles
Les partisans du Républicanisme irlandais chantent parfois cette chanson avec les paroles de « Our love was on the wing - Sinn Féin / We had dreams and songs to sing - IRA / It's so lonely round the Fields of Athenry »,.
Dans les paroles, Trevelyan fait référence à Charles Edward Trevelyan, un haut fonctionnaire de l'administration britannique du Lord Lieutenant d'Irlande au château de Dublin, qui a vu en la famine une illustration de la théorie de Malthus, un moyen naturel de « contrôler une population en surnombre ». Trevelyan est unanimement pointé du doigt comme responsable de la réponse inadéquate du gouvernement britannique à cette famine. Ses rapports de la situation à Londres ont sous-estimé sa gravité et ont surestimé les problèmes éventuels que pouvait poser l'aide à ceux qui étaient en train de mourir de faim.
À en croire Paddy Reilly, interviewé sur la radio irlandaise RTE, Trevelyan's corn est une référence au blé exporté d'Irlande malgré la famine.
Le prison ship est un bateau-prison qui transportait les prisonniers (qui n'avaient parfois volé qu'un peu de pain) vers l'exil définitif, ici à Botany Bay, c'est-à-dire en Australie. Ce type de condamnation s'appelait transportation (déportation); les îles australes étaient une destination fréquente.